# Mikoláivka (Donetsk)
Mikoláivka (en ucraniano: Миколаївка; en ruso: Николаевка, romanizado: Nikoláevka) es una ciudad ucraniana perteneciente al óblast de Donetsk. Situada en el este del país, forma parte del raión de Kramatorsk y del municipio (hromada) de Slóviansk.

## Geografía
Mikoláivka se encuentra 23 km al noreste de Kramatorsk y 95 km al norte de Donetsk.

## Historia
Mikoláivka fue fundada en la primera mitad del siglo XVIII, perteneciente al regimiento de Izium. 
Durnate la Segunda Guerra Mundial, la Alemania nazi ocupó Mikoláivka de octubre de 1941 hasta el 12 de septiembre de 1943, cuando el Ejército Rojo terminó de liberar el lugar. Mikoláivka recibió el estatus de asentamiento de tipo urbano durante el período soviético. 
A se le concedió el estatus de ciudad el 18 de noviembre de 2003.
Durante el conflicto armado en el este de Ucrania, Mikoláivka se convirtió en uno de los puntos clave de la República Popular de Donetsk para la defensa de un cruce de importancia estratégica en la dirección de Izium a Donetsk, la región fortificada de Slóviansk-Kramatorsk. El 4 de julio de 2014, las fuerzas ucranianas aseguraron la ciudad de los separatistas prorrusos durante la guerra del Dombás. El hospital comenzó las renovaciones en 2015, después de haber sido dañado en los combates, cuando militantes prorrusos se posicionaron alrededor del edificio y en su techo. En 2016, la Rada Suprema le quitó el estatus de ciudad de importancia regional y quedó subordinada administrativamente a la raión de Slóviansk.

## Demografía
La evolución de la población de Mikoláivka entre 1864 y 2022 fue la siguiente:
| 1989                                                          | 1466 | 1719 | 7014 | 15 309 | 16 613 | 16 189 | 16 620 | 16 285 | 15 847 | 15 684 | 15 109 | 14 724 | 14 210 |
| (Fuente: Cities & Towns of Ukraine y UKRAINE: Größere Städte) |      |      |      |        |        |        |        |        |        |        |        |        |        |

Según el censo de 2001, la lengua materna de la mayoría de los habitantes, el 51,45%, es el ruso; y del 47,34% es el ucraniano.

## Economía
En la ciudad se encuentra la central térmica de Slóviansk, propiedad de la empresa Donbasenergo (en ruso, ОАО Донбассэнерго). Con una capacidad de 880 MW, se trata de la principal fuente de empleo para los residentes locales.

## Infraestructura

### Transporte
Al sur de Mikoláivka se sitúa la estación de tren Elektrichna.

## Personas destacadas
- Vasili Arjipenko (1957): atleta soviético ucraniano que fue subcampeón olímpico de 400 m vallas en 1980.

## Galería

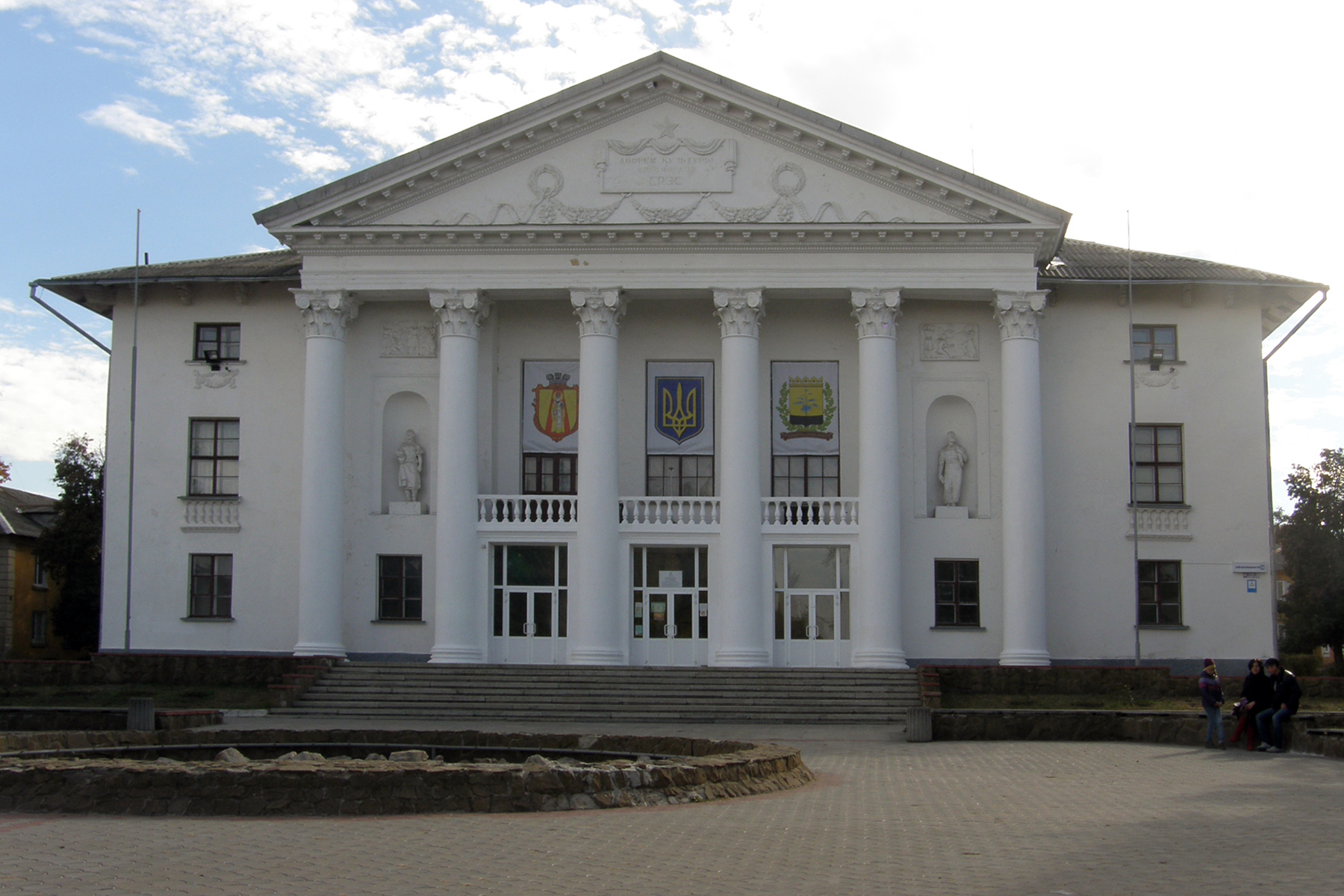
Palacio de Cultura de Mikoláivka
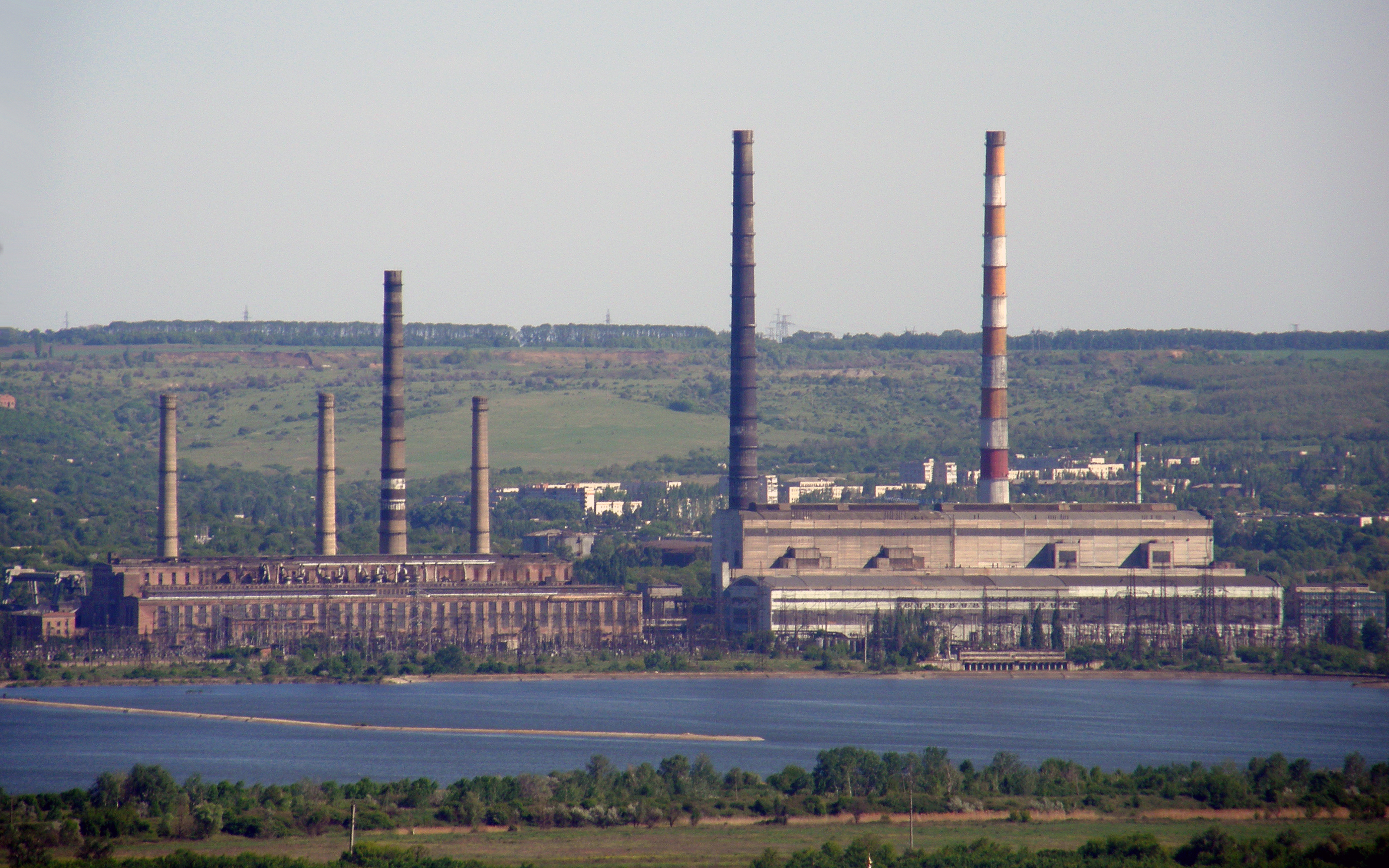
Planta térmica de Slóviansk